# 列岛新闻
列岛新闻（日语：／），是由日本NHK大阪放送局製播的區域新闻節目，於2020年6月1日开播，節目內容主要為收录播出NHK各放送局製播的地方新闻，每周一至周五13:05-14:49在NHK综合频道与NHK World Premium播出。

## 概述
列岛新闻的前身是2020年4月13日开播的新闻节目《列岛日间新闻》（列島昼ニュース），于周一至周五13:00-13:50在NHK BS1播出。之后的4月20日因应日渐扩大的2019冠状病毒病疫情以及在东京都等地的紧急事态宣言，节目更名为《列岛新型冠状病毒相关新闻》（列島新型コロナ関連ニュース），并调至NHK综合频道播出，次日更名《列岛新闻 新型冠状病毒最新资讯》（列島ニュース新型コロナ最新情報），直至6月1日定名为《列岛新闻》至今。
最初由札幌局、名古屋局与大阪局轮流製播，自2020年9月28日开始由大阪局单独製播。每期通常收录10个地方局的新闻片段播出，节目最后是播报日本新冠疫情每日确诊病例与天气预报。
2021年4月，本節目开始在NHK World Premium同步播出。9月27日，World Premium播出的節目版本开始在NHK日本國際傳媒的網站上同步直播并提供限期回看。
2024年4月2日起，節目播出時間延長並分為兩個時段（13:05 - 13:55、14:05 - 14:49）。
而本節目也和2024年4月起播出的傍晚地區資訊節目《下午LIVE Newsoon》（東京製作），構成自13:00《NHK新聞》至《NHK7點新聞》的連續6小時30分鐘的直播資訊節目時段。
直播節目時段也是自2017年度以來，七年來首次改版為自13:00至19:30播出6小時30分鐘。

## 播出时间
| 播出期間                      | 播出時間      | 製作局                                     | 備 註 |
| ----------------------------- | ------------- | ------------------------------------------ | --- |
| 2020年4月20日 - 7月3日        | 14:05 - 14:55 | 4月：札幌局 5月：名古屋局 6月、7月：大阪局 | 取代原先播出的《下午茶》節目的第2個時段。如果綜合頻道播出國會直播等節目的話，本節目會改於BS1播出。。 14:00的《NHK新聞》延長播出時間時，播出地方新聞的放送局會減少並縮短播出時間。}}。 |
| 2020年7月6日 - 9月25日        | 14:05 - 14:40 | 7月、8月：札幌局 8月、9月：名古屋局        | 夾在《下午茶》前半段（13:00 - 13:55）、《電視體操》（13:55 - 14:00）、《NHK新聞》（14:00 - 14:05）與《下午茶》後半段（14:40 - 15:00）間播出。                                         |
| 2020年9月28日 - 2021年3月18日 | 13:05 - 13:40 | 大阪局                                     | 改為定時播出也同時移至13:00時段播出。製作局固定為大阪局。 |
| 2021年3月30日 - 2024年3月12日 | 13:05 - 13:55 | 大阪局                                     | 播出時間再延長15分鐘。 |
| 2024年4月2日 -                | 13:05 - 14:49 | 大阪局                                     | 因播出《電視體操》（13:55 - 14:00）與《NHK新聞》（14:00 - 14:05）而暫時中斷。 |

## 现任主播
- 伊藤雄彦（日语：伊藤雄彦）（2021年4月8日-）
- 一柳亚矢子（日语：一柳亜矢子）（2022年4月6日-）
- 小山径（日语：小山径）（2023年4月7日-）
- 高濑耕造（2023年4月13日-）
- 田代杏子（日语：田代杏子）（2024年4月2日-）
- 兼清麻美（日语：兼清麻美）（2024年4月3日-）
- 盐崎实央（日语：塩﨑実央）（2024年4月8日-）
- 近田雄一（日语：近田雄一）（预计2024年4月-）

### 气象预报员
- 坂下惠理（2020年6月 - ）

## 过去主播

### 大阪局
- 川崎理加（日语：川崎理加）（2020年6月-2021年3月17日）
- 二宮直輝（日语：二宫直辉）（2020年6月-2023年3月10日）
- 牛田茉友（2021年3月30日-2023年7月2日）
- 武田真一（2021年4月7日-2023年2月28日）
- 岛田可可（日语：嶋田ココ）（2023年7月31日-2024年3月）

## 備註